# 윌리엄 프림로즈

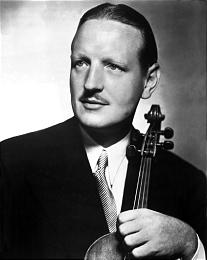
윌리엄 프림로즈

윌리엄 프림로즈(William Primrose, CBE, 1904년 8월 23일~1982년 5월 1일)는 스코틀랜드의 비올라 연주자이자 교육자로서, 당대부터 가장 유명한 비올라 주자 중 하나였다.

## 생애
프림로즈는 글래스고에서 태어나, 그곳에서 바이올린을 배웠으며, 나중에는 런던의 길드홀 음악학원으로 가게 된다. 런던에서 벨기에로 가서 스승 외젠 이자이의 권유로 비올라를 잡게 된다. 1930년, 그는 워윅 에번스, 존 페닝턴, 토마스 페터와 함께 런던 4중주단에서 비올리스트로 연주했다. 1935년에 4중주단이 해단하고, 1937년에 그는 아르투로 토스카니니가 지휘하는 NBC 심포니 오케스트라에서 활동하게 된다. 1941년에 토스카니니가 오케스트라를 떠나는데, 이 때문에 프림로즈도 사직했다는 소문이 있다. 독주자로서 그의 경력은 리처드 크룩스와 함께 순회 공연을 시작하면서부터였다. 나중에는 영향력있는 공연 매니저인 아서 저슨과 계약한다. 1946년에 그는 베를리오즈의 <이탈리아의 아롤>으로 첫 녹음을 했다.
1944년, 그는 벨러 버르토크에게 비올라 협주곡을 의뢰한다. 이 작품은 1945년 버르토크가 사망하여 미완성으로 남아, 제자 티보르 셀리가 완성할 때까지 4년을 기다려야 했다. 프림로즈는 1949년 12월 2일에 이 협주곡의 세계 초연을 맡았다.
1953년에는 대영 제국 훈장 3등급(CBE)을 받았다.
프림로즈는 무시무시한 기교로 유명하다. 그가 니콜로 파가니니의 바이올린 카프리치오를 비올라로 연주하자, 미샤 엘먼은 “비올라 연주가 더 쉽다.”고 말하기도 했다. 프림로즈는 많은 비올라 편곡 악보를 썼는데, 종종 “라 캄파넬라(La Campanella, 파가니니 바이올린 협주곡 2번)”이나 알렉산드르 보로딘의 “녹턴”(Nocturne, 현악4중주 2번 중 첼로의 멜로디)처럼 현란한 기교가 돋보이는 곡이다.
말년에 프림로즈는 저명한 교육자로 활동하여, 비올라 연주에 대한 몇몇 책을 썼으며 일본이나 미국에서 가르쳤으며, 남부 캘리포니아 대학의 손턴 음악 학교(야샤 하이페츠와 함께), 줄리어드 음악 학교, 이스트먼 음악 학교, 인디애나 대학교의 제이콥 음악 학원, 커티스 음악 학원에 출강했다. 1972년 그는 회고록 A Walk on the North Side를 출간했다.
1979년 그를 위한 프림로즈 국제 비올라 대회( Primrose International Viola Competition)가 생겨, 처음으로 비올라 주자들의 국제 음악 대회가 열렸다.
프림로즈는 그의 아버지에게서 받은 아마티 비올라를 연주했다.. 지금 이 아마티 악기는 비올리스트 로베르토 디아스가 가지고 있는데, 커티스의 학장인 그는 낙소스에서 프림로즈의 편곡집을 CD로 녹음했다. 녹음하기 전에 이 비올라는 검사를 받았는데, 의심스러운 만듦새로 수리된 적이 있음이 발견된다. 프림로즈는 이미 이 비올라에서 울프 톤이 있어 소리가 쉽게 나지 않음을 알고 있었다. 또한 그는 필라델피아의 윌리엄 무닝 2세의 비올라를 가지고 연주한 것으로 알려졌다.
윌리엄 프림로즈는 1982년 5월 1일 유타 주의 프로보에서 암으로 세상을 떠났다. 방대한 그의 주석이 달린 비올라 악보집은 브리검 영 대학교의 Harold B. Lee 도서관에 있는 윌리엄 프림로즈 국제 비올라 아카이브(William Primrose International Viola Archive)의 토대가 되었다. 헐리우드 대로 6801에 있는 할리우드 명예의 거리에는 그의 이름을 새긴 별이 있다.

## 참고
1. ↑  “Cozio.com page on Primrose's inherited Amati”. 2006년 10월 27일에 원본 문서에서 보존된 문서. 2009년 2월 5일에 확인함.

- Dalton, David (Spring 2004). “Celebrating 100 Years: William Primrose's Life and Career”. 《Journal of the American Viola Society》. Vol.20 (No.1): pp.13–17. |title=에 외부 링크가 있음 (도움말);